# Forte a stella

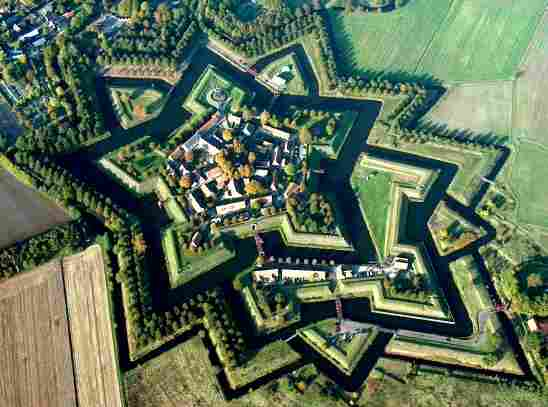
Bourtange restaurato alla situazione del 1750, (Groninga), Paesi Bassi.

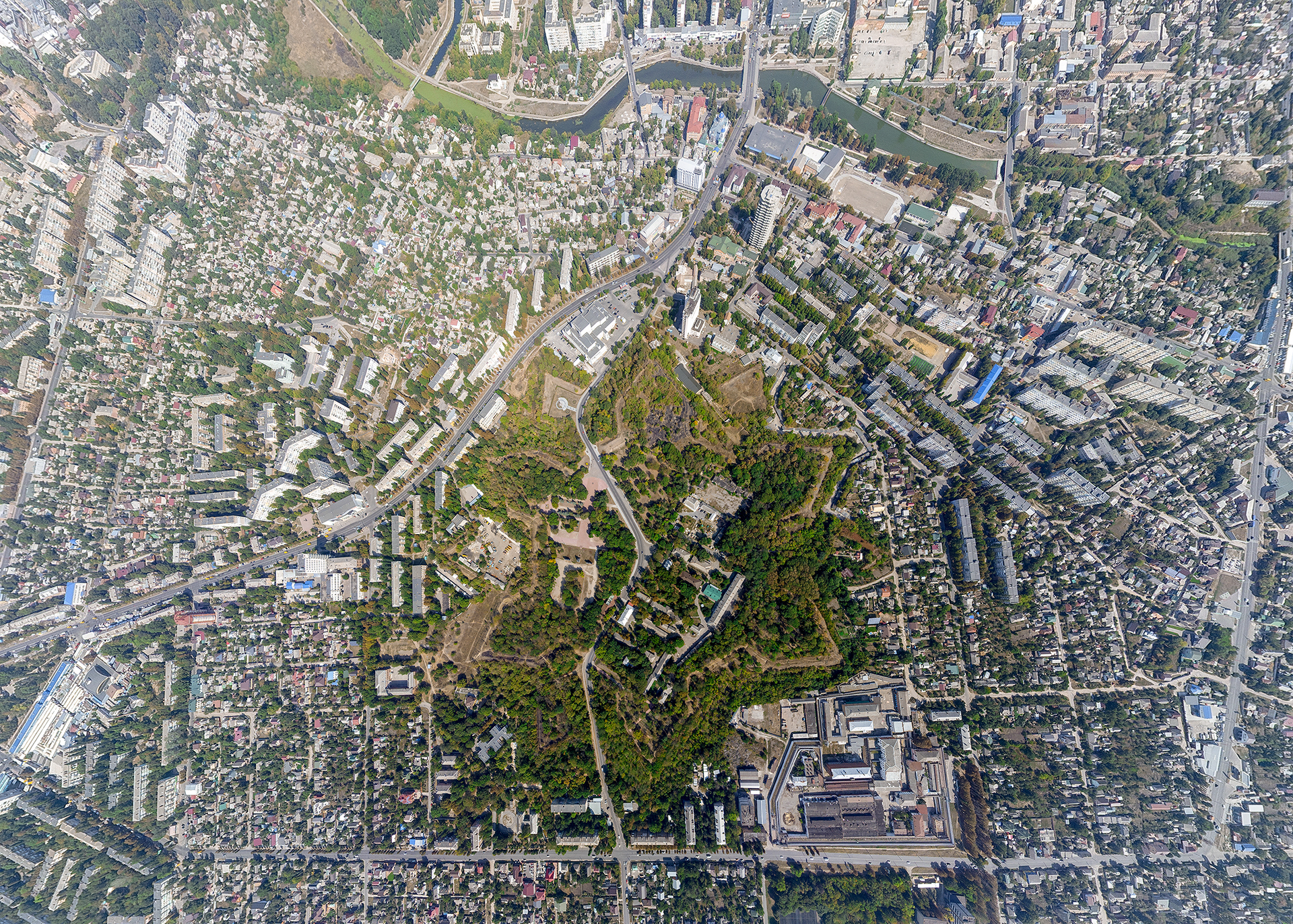
Forte di Sant'Elisabetta, Ucraina

Con forte a stella si intende una fortificazione a forma di stella utilizzata per la difesa di una città oppure di un mastio.
In Italia come esempio di forte a stella si possono vedere: Peschiera del Garda, Palmanova, Forte Marghera, forte Longone.
Il contrario di un forte a stella è una fortificazione a base poligonale.